# Santo Domingo de los Colorados
Santo Domingo de los Colorados är en provinshuvudstad i Ecuador. Den är belägen i kantonen Cantón Santo Domingo de los Colorados och provinsen Santo Domingo de los Tsáchilas, i den centrala delen av landet, 70 km väster om huvudstaden Quito. Santo Domingo de los Colorados ligger 554 meter över havet och antalet invånare är 200 421.
Terrängen runt Santo Domingo de los Colorados är platt åt nordväst, men åt sydost är den kuperad. Terrängen runt Santo Domingo de los Colorados sluttar västerut. Runt Santo Domingo de los Colorados är det ganska tätbefolkat, med 207 invånare per kvadratkilometer. Det finns inga andra samhällen i närheten. I omgivningarna runt Santo Domingo de los Colorados växer i huvudsak städsegrön lövskog.
Klimatet i området är tempererat. Årsmedeltemperaturen i trakten är 18 °C. Den varmaste månaden är mars, då medeltemperaturen är 20 °C, och den kallaste är januari, med 15 °C. Genomsnittlig årsnederbörd är 2 345 millimeter. Den regnigaste månaden är februari, med i genomsnitt 458 mm nederbörd, och den torraste är juli, med 14 mm nederbörd.